# شهنشاه‌نامه (فتح‌علی صبا)
شهنشاه‌نامه، منظومه‌ای حماسی از فتح‌علی صبا در بحر متقارب بر وزن شاهنامه است که موضوع آن ذکر وقایع پادشاهی فتح‌علی شاه و جنگ‌های عباس میرزا با سپاهان روس است. این بزرگترین مثنوی صبا است و به روال شاهنامه فردوسی و به همان وزن سروده شده‌است.

## نمونه اشعار
| چو اشپختر آن دیو پرخاش‌جو        |  | شد آگاه در «گنجه» از رای او |
| گزیدی لب خویش هردم به گاز       |  | نهفتی، ولی گشت بی‌پرده راز   |
| بسی گفتم ایران نه هند است و روم |  | ندیده کسی کام زان مرز و بوم |
| به کام دم‌آهنج نراژدها           |  | منه گام، کز وی نگردی رها    |
| زگفتار ایران فرو بند دم         |  | مکن بخت فیروز بر خود دژم    |
| مه از خون شیرانش آغشته خاک      |  | ستودان شاهانش تاری مغاک     |